# Anna Faris
Anna Kay Faris (født 29. november 1976) er en amerikansk skuespiller og sanger, bedst kendt som Cindy Campbell i gyserkomedierne Scary Movie.

## Udvalgt filmografi
- Scary Movie (2000)
- Scary Movie 2 (2001)
- The Hot Chick (2002)
- Lost in Translation (2003)
- Scary Movie 3 (2003)
- Brokeback Mountain (2005)
- Scary Movie 4 (2006)
- My Super Ex-Girlfriend (2006)
- The House Bunny (2008)
- Observe and Report (2009)
- Det regner med frikadeller (2009)
- Alvin og de frække jordegern 2 (2009)
- What's Your Number? (2011)
- Diktatoren (2012)
- Movie 43 (2013)